# Tollef Tollefsen
Tollef Tollefsen (født 2. juni 1885, død 28. marts 1963) var en norsk roer fra Stavanger, der roede for Stavanger Roklub.
Tollefsen vandt en bronzemedalje ved OL 1920 i Antwerpen. Han var med i den norske otter, der desuden bestod af Conrad Olsen, Håkon Ellingsen, Thore Michelsen, Karl Nag, Theodor Nag, Adolf Nilsen, Arne Mortensen og styrmand Thoralf Hagen. Nordmændene vandt først deres indledende heat mod Tjekkoslovakiet med over ti sekunder, men tabte derpå semifinalen til Storbritannien næsten lige så klart. De fik efterfølgende bronze, da de havde en bedre tid end Frankrig, der tabte den anden semifinale.

## OL-medaljer
- 1920:  Bronze i otter